# Otto fuel II

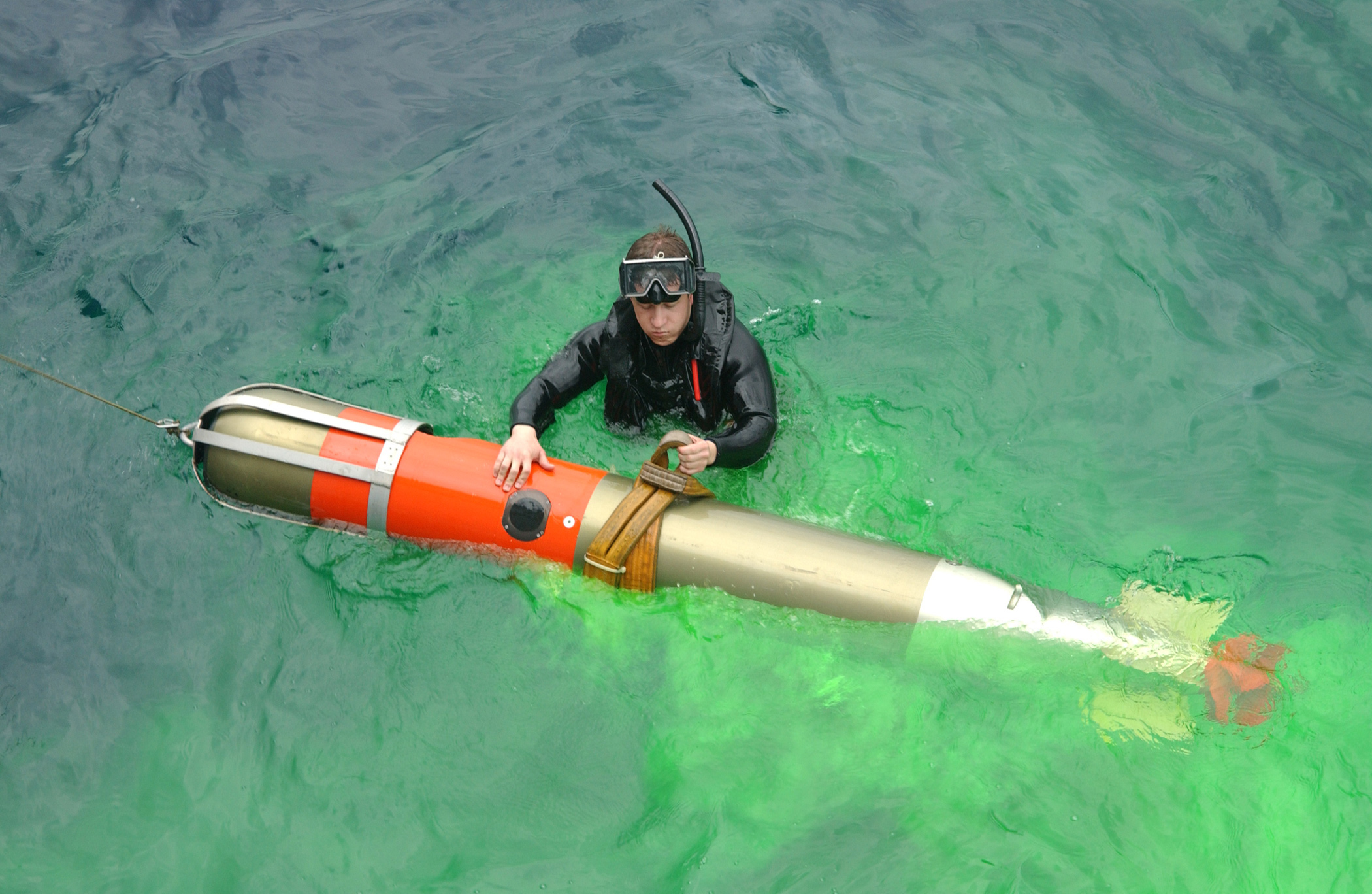
MK-46 torpedo, loại ngư lôi sử dụng Otto fuel II

Otto fuel II là một loại chất đẩy đơn nguyên (monopropellant) được sử dụng để lái ngư lôi và các hệ thống vũ khí khác. Không nên nhầm nó với Chu trình Otto. Loại nhiên liệu này được phát triển bởi Hải quân Mỹ vào những năm 1960 để sử dụng làm nhiên liệu cho ngư lôi. Otto fuel II được đặt theo tên nhà phát minh ra nó là tiến sĩ Otto Reitlinger vào năm 1963 (dù cho các thử nghiệm với hợp chất này đã được tiến hành từ trước đó). Loại ngư lôi đầu tiên sử dụng loại chất đẩy này là ngư lôi Mark 48 được đưa vào trang bị từ những năm 1960s.

## Đặc tính
Otto fuel II là hợp chất có mùi đặc biệt (theo như các thủy thủ tàu ngầm mô tả thì nó có mùi giống với Methyl salicylate; mùi ngọt, giống mùi hoa quả và mùi bạc hà), có màu cam đỏ, nhớt giống dầu, và được tổng hợp từ ba chất khác nhau là propylene glycol dinitrate (thành phần chính), 2-nitrodiphenylamine, và dibutyl sebacate. Otto fuel không cần thiết phải kết hợp với một chất ô xy hóa nào khác để có thể bốc cháy và giải phóng năng lượng, thay vì vậy, ba thành phần của nó có khả năng tự phản ứng khi bay hơi và được gia nhiệt. Việc không cần chất ô xy hóa đã khiến loại nhiên liệu này trở nên phù hợp với sử dụng trong môi trường hạn chế như trong tàu ngầm. Otto fuel II có áp suất hóa hơi thấp, giúp giảm thiểu tối đa độ độc hại của hợp chất. Mặt khác, mật độ năng lượng của loại nhiên liệu này hơn rất nhiều các loại pin điện sử dụng trong các loại ngư lôi khác, do đó ngư lôi sử dụng Otto fuel II có tầm bắn lớn hơn nhiều.

## Các thành phần chính
Được đặt theo tên của nhà phát minh ra nó, Otto Reitlinger, Otto fuel II chứa chất đẩy ester nitrate hóa propylene glycol dinitrate (PGDN), cùng với chất giảm độ nhạy phản ứng (dibutyl sebacate) và chất ổn định (2-nitrodiphenylamine) cũng được thêm vào. Thành phần chính PGDN chiếm 76 về khối lượng, trong khi tỉ lệ theo khối lượng của dibutyl sebacate và 2-nitrodiphenylamine lần lượt là khoảng 22,5% và 1,5%.
Công dụng chính của propylene glycol dinitrate là làm thành phần nhiên liệu trong Otto fuel II. Nitrates của polyhydric alcohols giống nó cũng được sử dụng trong ngành y tế như làm thuốc trợ tim.
Ngoài việc sử dụng làm chất ổn định, 2-nitrodiphenylamine cũng được sử dụng trong vai trò tương tự trong các loại nhiên liệu rắn 2 thành phần dùng cho tên lửa.
Dibutyl sebacate là chất giảm độ nhạy phản ứng. Tuy nhiên nó cũng được sử dụng để hóa dẻo trong ngành sản xuất nhựa tổng hợp như cellulose acetate butyrate, cellulose acetate propionate, polyvinyl butyral, polystyrene, và nhiều loại cao su tổng hợp. Nó cũng được sử dụng trong ngành chế tạo bao bì đóng gói thực phẩm.

## Sử dụng trong
- Mark 37 torpedo
- Mark 48 torpedo
- Mark 46 torpedo
- Mark 54 torpedo
- Spearfish torpedo
- Yu-6 torpedo
- Futlyar

## Link ngoài
- ToxFAQs for Otto fuel II and Its Components